# Lármás cankó
A lármás cankó (Tringa semipalmata) a madarak osztályának lilealakúak (Charadriiformes) rendjébe, ezen belül a szalonkafélék (Scolopacidae) családjába tartozó faj.

## Rendszerezése
A fajt Johann Friedrich Gmelin svéd természettudós írta le 1789-ban, a Scolopax nembe Scolopax semipalmata néven. Sorolták a Catoptrophorus nembe egyetlen fajként Catoptrophorus semipalmatus néven, de szerepelt a Symphemia nembe is, Symphemia semipalmata néven.

## Alfajai
- Tringa semipalmata inornata[2] vagy Tringa inornata
- Tringa semipalmata semipalmata

## Előfordulása
Az egész Amerikai kontinensen megtalálható. Kóborló példányai eljutnak Európába is. Természetes élőhelyei a  édesvizű mocsarak és tavak, valamint sós mocsarak, homokos és kavicsos tengerpartok.

## Megjelenése
Testhossza 41 centiméter, szárnyfesztávolsága 70-80 centiméter, testtömege 215-375 gramm.
|  |  |

## Szaporodása
|  |

## Természetvédelmi helyzete
Az elterjedési területe rendkívül nagy, egyedszáma pedig stabil. A Természetvédelmi Világszövetség Vörös listáján nem fenyegetett fajként szerepel.